# Эймс, Эзра
Эзра Эймс (англ. Ezra Ames; 1768—1836) — американский художник, автор более 700 портретов, был общественным деятелем.

## Биография
Родился 5 мая 1768 года в городе Фреймингхем, штат Массачусетс, в семье Jesse Eames и Bettey Eames.
В 1790 году переехал в Вустер, штат Массачусетс. В 1794 году женился на Zipporah Wood. Спустя немного времени они переехали в город Олбани, штат Нью-Йорк. Некоторое время Эймс занимал должность председателя комитета изобразительных искусств (англ. Fine Arts Committee) общества поощрения ремесел, а также была президентом одного из подразделений Банка Олбани (англ. Bank of Albany).
Эзра Эймс умер 23 февраля 1836 года в Олбани и похоронен на кладбище Albany Rural Cemetery. У него было трое детей, двое из которых стали художниками: Анджело (англ. Angelo Ames) и Джулиус (англ. Julius Rubens Ames).
Посмертно Эймс был избран почетным членом Американской академии изящных искусств в Нью-Йорке.

## Труды
Во время своей карьеры художник написал много портретов чиновников штата Нью-Йорк, преимущественно между 1800 и 1820 годами, проявив себя как неофициальный портретист штата.

Некоторые работы
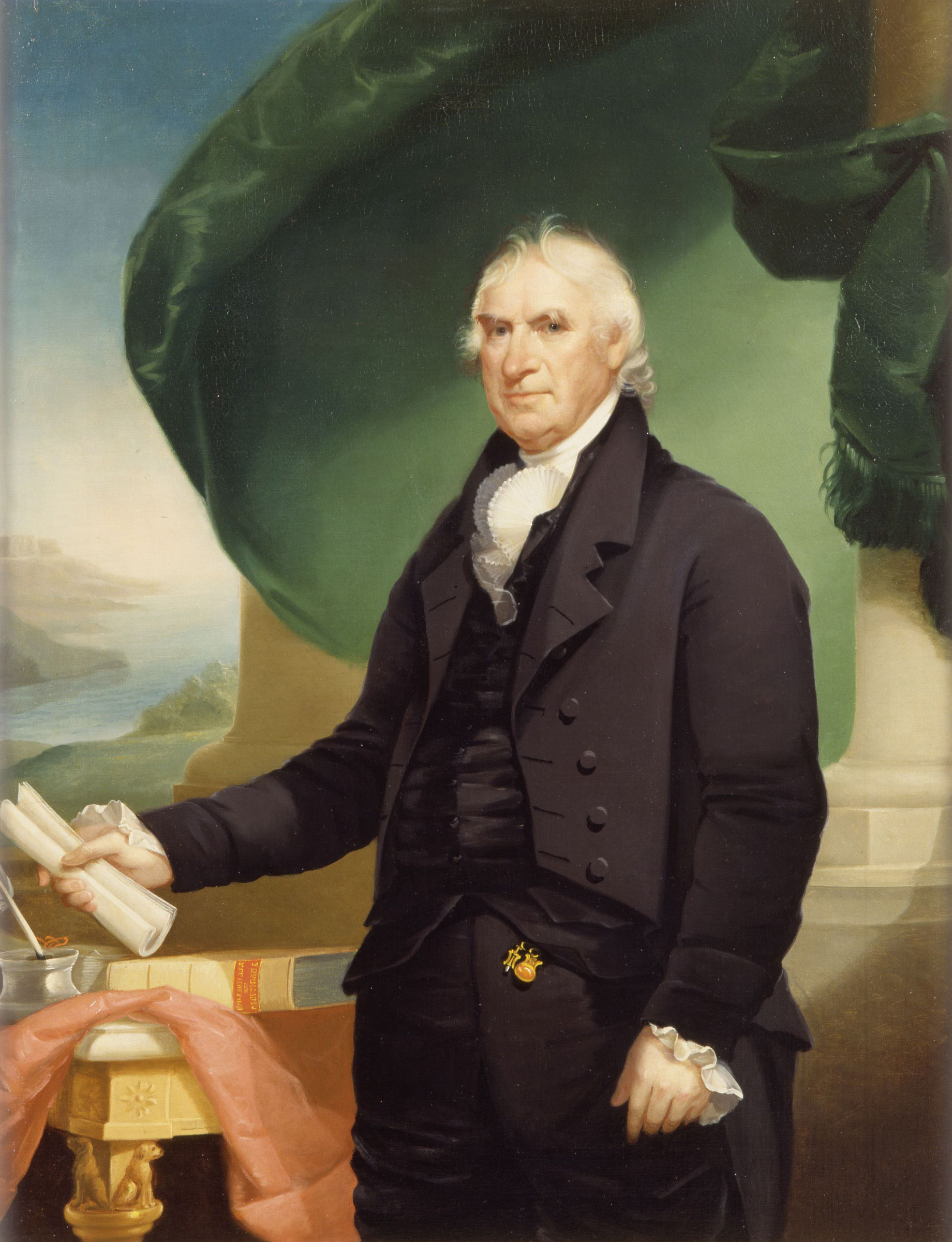
Джордж Клинтон
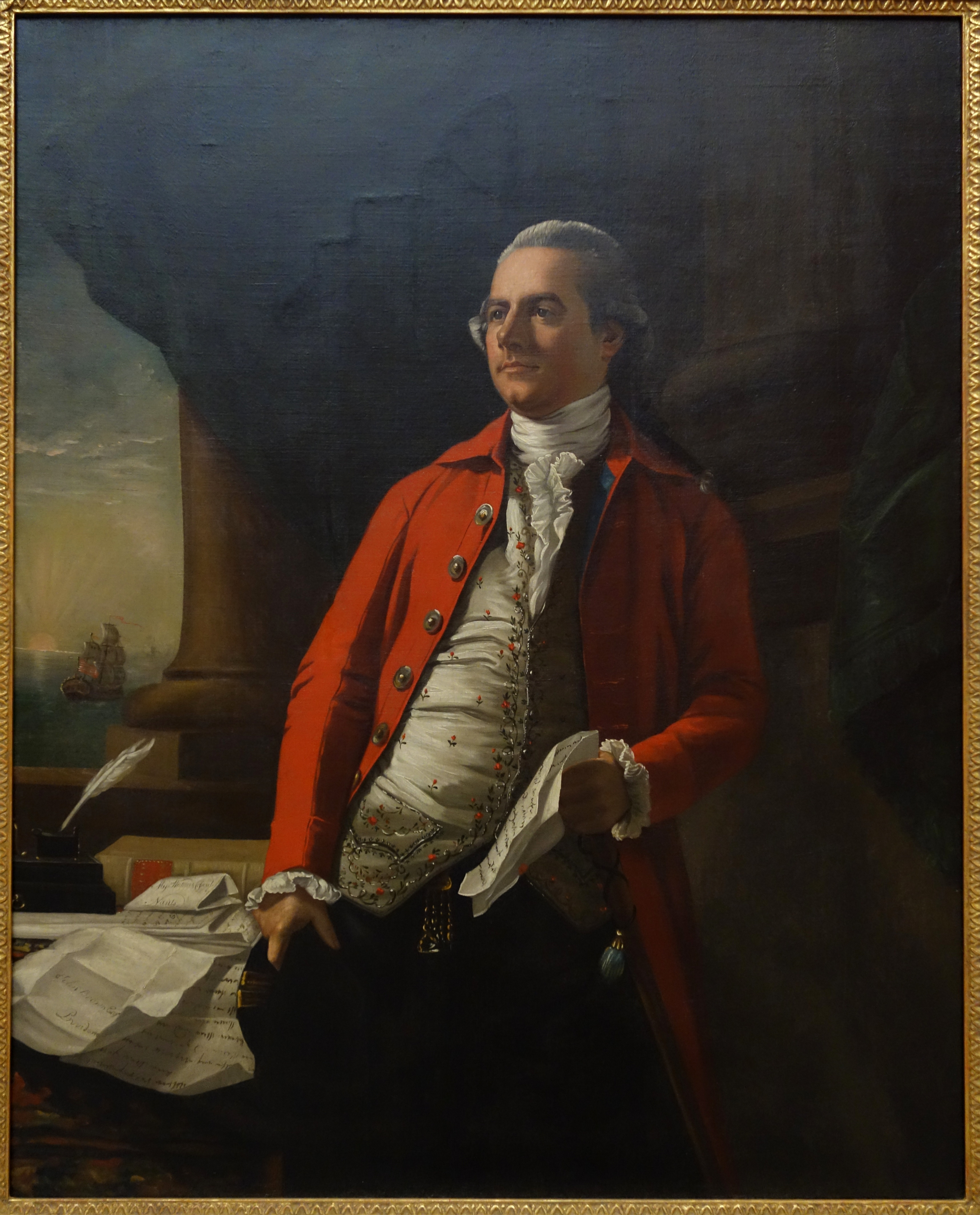
Elkanah Watson
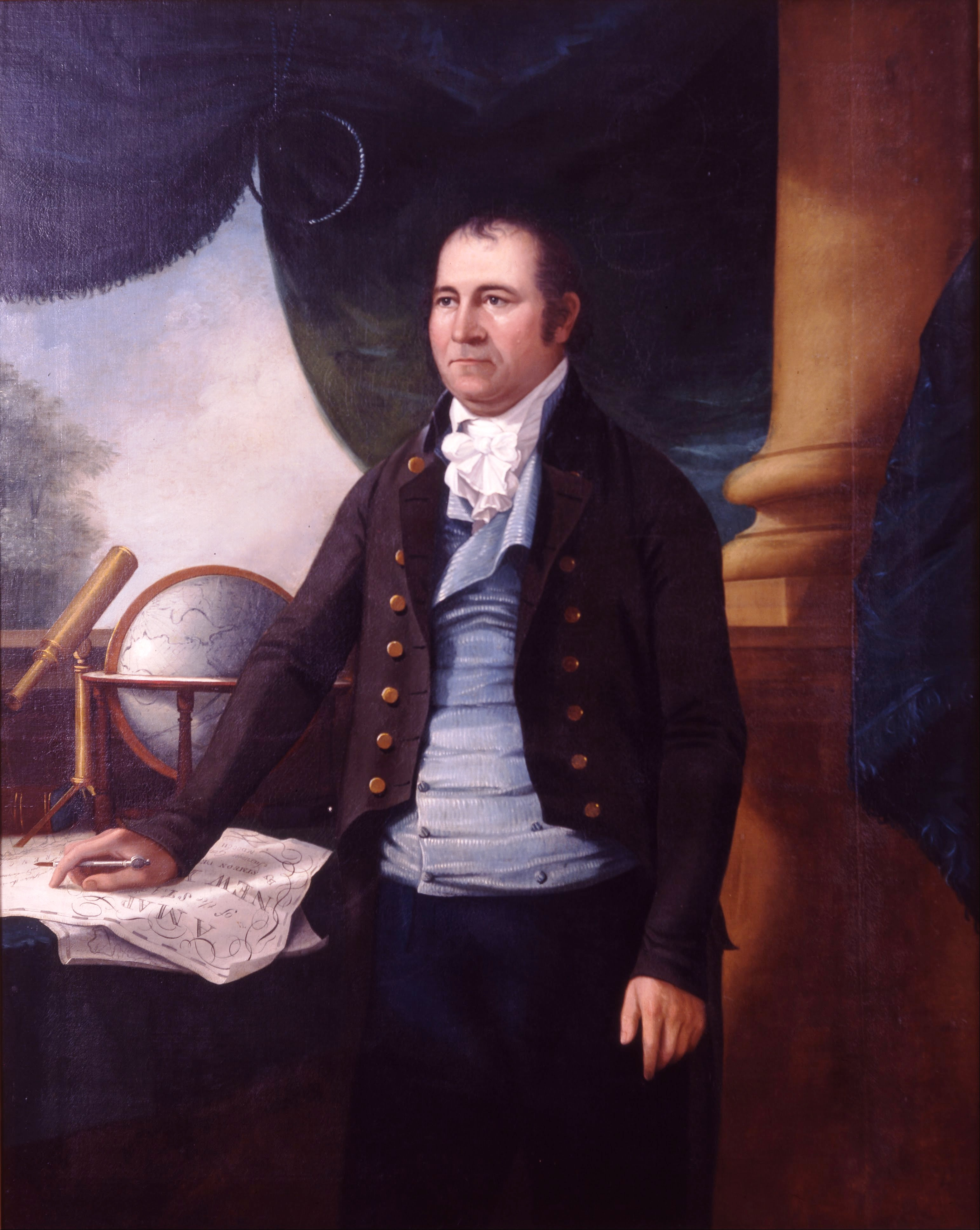
Simeon De Witt
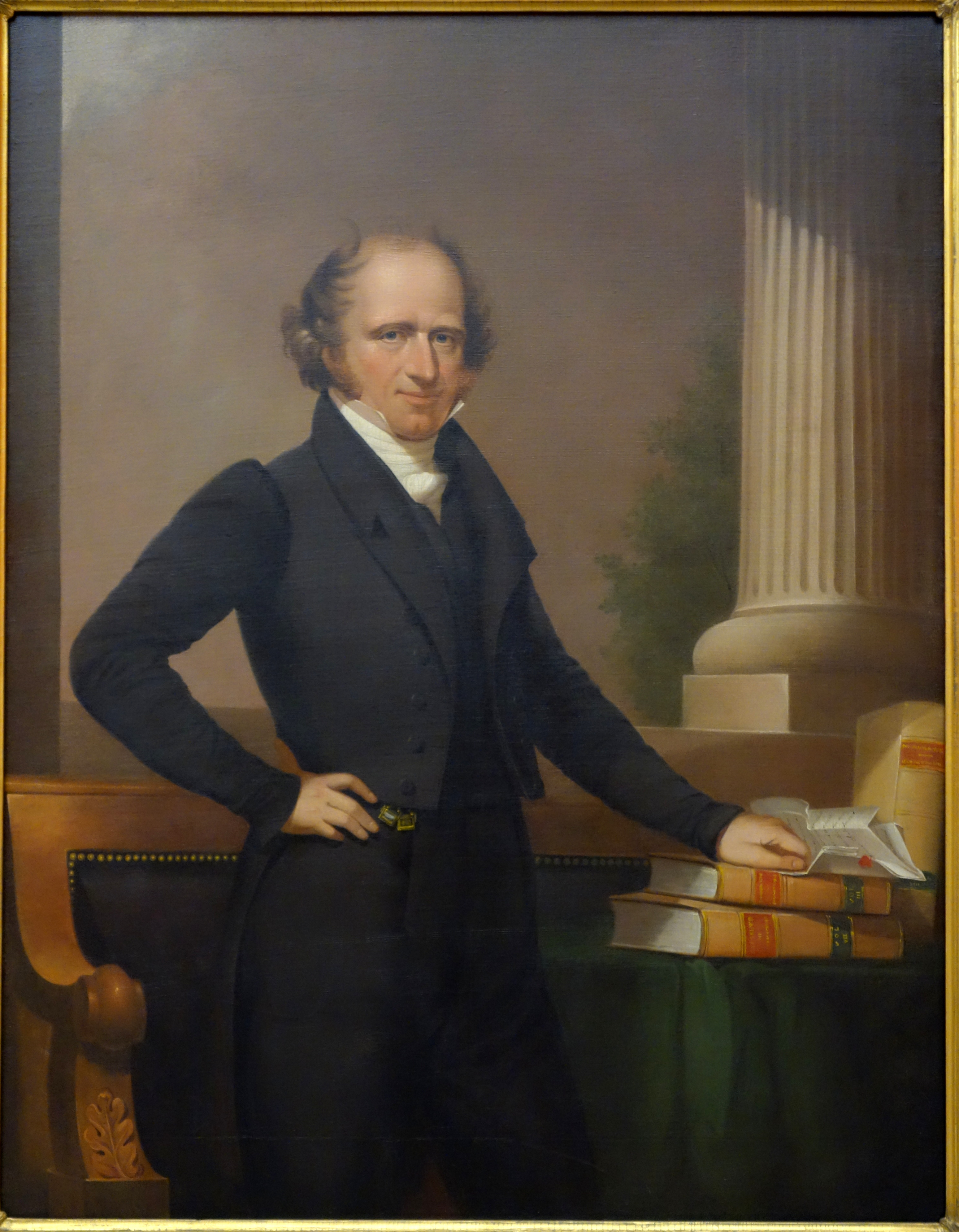
Мартин Ван Бюрен